# 羅城門
羅城門（らじょうもん、らせいもん）は、古代日本の都城の正門。朱雀大路の南端に位置し、北端の朱雀門と相対する。後世に「羅生門（らしょうもん）」とも。

## 概要
「羅城門」とは、本来は城壁である「羅城（らじょう）」に開かれた門の意味であるが、一般的には平城京・平安京の京域南端中央に正門として設けられた門を指す。両京ではその存在が確実であるが、いずれも現在までの発掘調査では門建物の規模などの詳細は不明である。その他の都城では存在自体が明らかでなく、例えば藤原京の場合には京域南端が丘陵にかかるため存在しなかったと推測される。
城壁である羅城（城壁）に関しては、中国では多くの都市周囲に巡らされたが、日本では実態はほとんど無いとされる。文献上では『日本書紀』天武天皇8年（679年）11月是月条に「難波築羅城」と見えるのが唯一の例で、この「難波羅城」も考古学的には詳らかでない。また平城京・平安京の場合には、京域南端において羅城門の両翼の一部に羅城が築造されるのみであったと推測される。羅城が都の全周を取り巻いているならその門である「羅城門」も複数あるはずであり、「羅城門」が一つの門の固有名詞であることはその門の周囲にしか羅城が存在しなかったことの証左とされる。羅城門は都の正面を装飾するための建築であり、外国使臣の入京が途絶した後にはその必要性を失って荒廃することになる。なお、近年に大宰府で羅城様の土塁遺構が検出されているほか（「大宰府羅城」か）、近世に豊臣秀吉が京都に巡らせた御土居に羅城の性格を認める見方もある。

## 読み
「羅城門」の元々の読みは、呉音で「らじょうもん」、漢音で「らせいもん」であったとされ、『拾芥抄』では「らせい門」と見える。転訛した俗称として、『宇治拾遺物語』では「らいせい門」と見えるほか、『延喜式』では「らいしょう（頼庄）」、『拾芥抄』では「らしょう」と見える。これに関連して、現在も平城京羅城門跡付近では「来生墓」の墓地名称の遺存が、平安京羅城門跡付近では「来生」の小字名の遺存が知られる。
中世頃からは「らしょう」の読みが一般化したものとされ、当字で「羅生門」とも表記されるようになった。

## 一覧

### 平城京羅城門

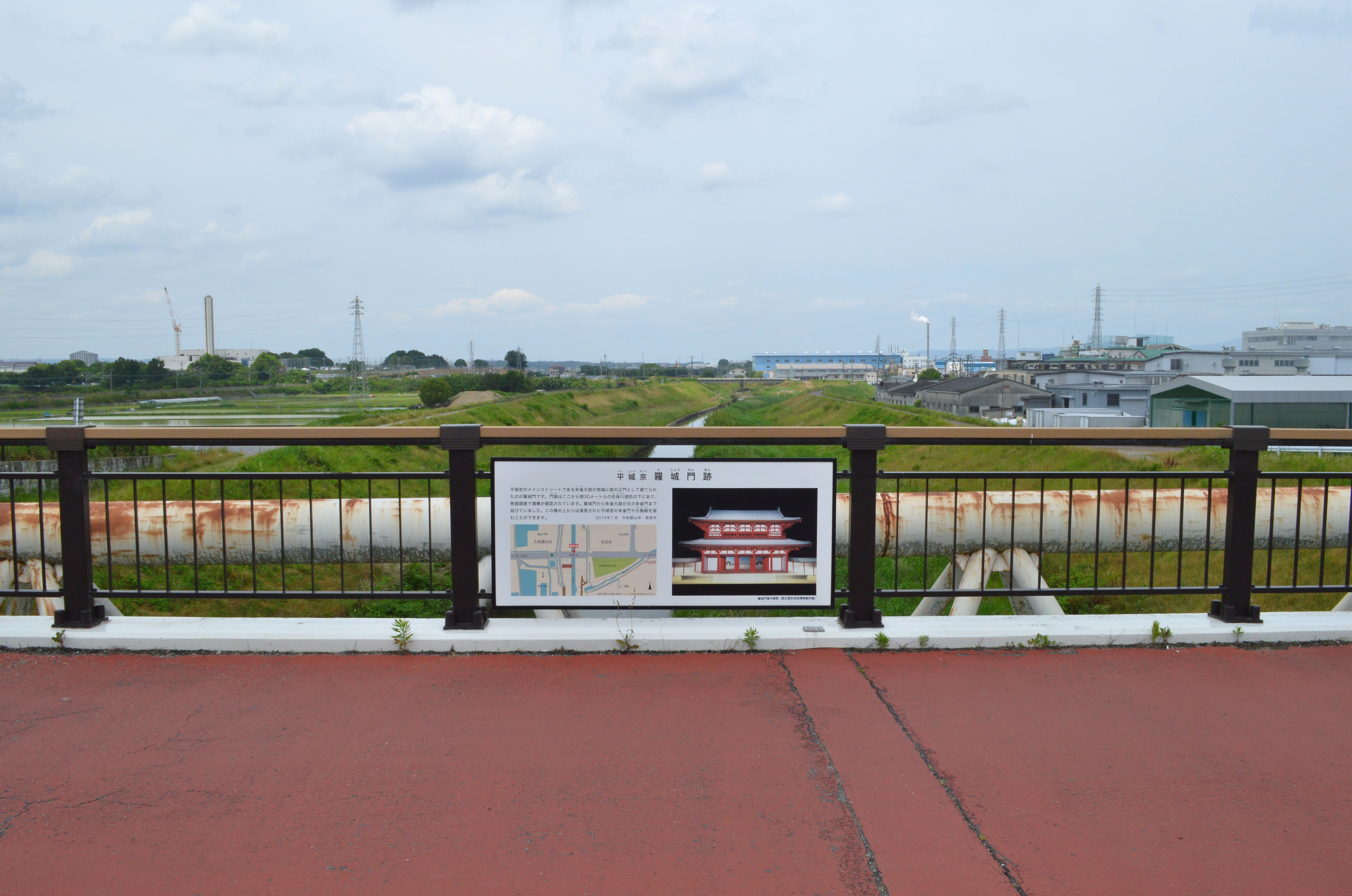
平城京 羅城門跡
（奈良県奈良市）

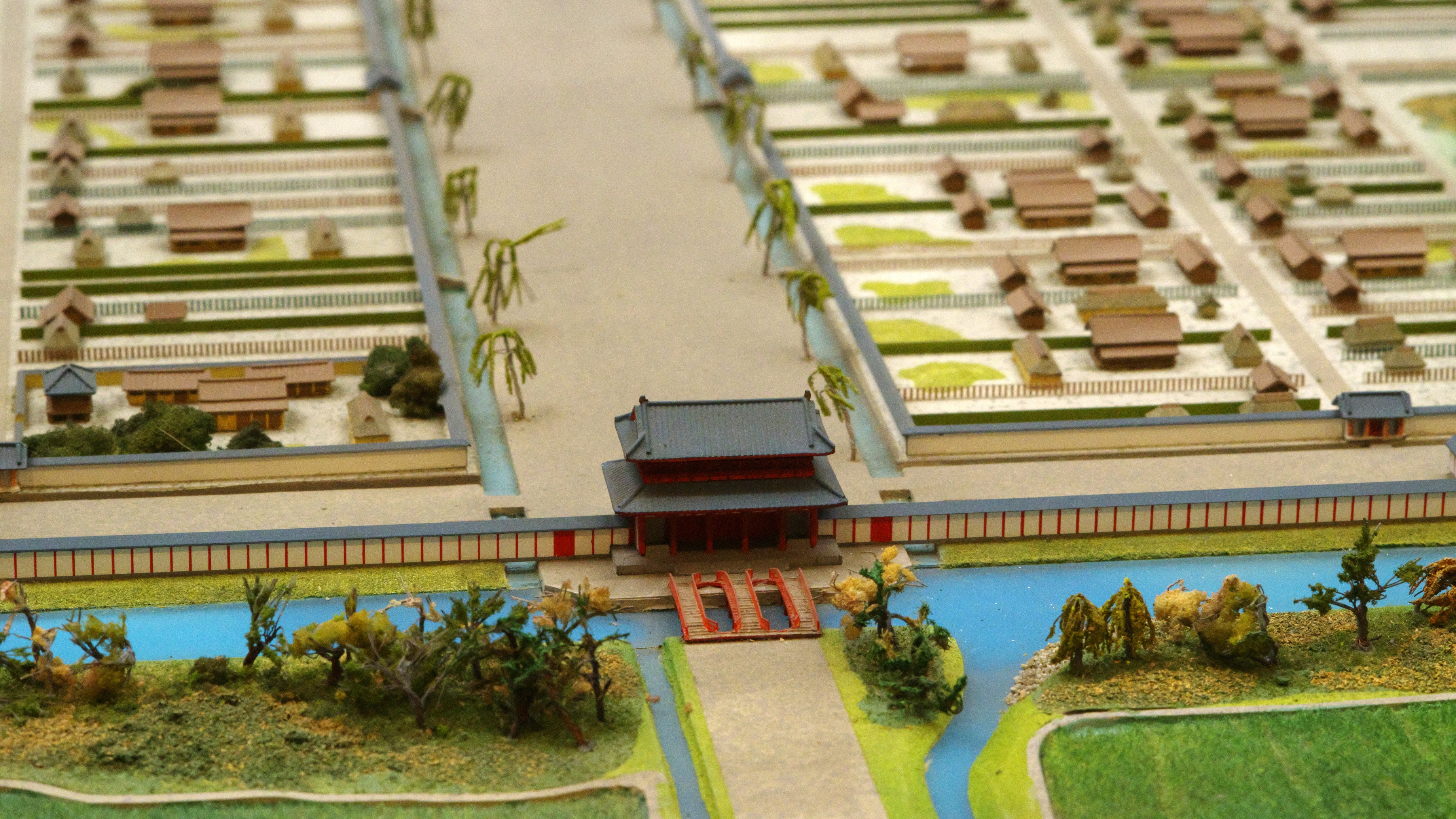
平城京羅城門の模型（奈良市役所所蔵平城京1/1000模型の一部）
奥に朱雀大路

平城京の羅城門は、現在の奈良県大和郡山市観音寺町・奈良市西九条町の羅城門橋付近に位置する（北緯34度39分10.74秒 東経135度47分40.80秒 / 北緯34.6529833度 東経135.7946667度）。規模は、従来は平城宮朱雀門と同様の桁行5間・梁間2間と推定復元されていたが、近年の条坊での発掘調査結果を基に桁行7間で京内最大と復元する説も挙げられている。
文献上では、『続日本紀』において雨乞い・外交使節送迎など様々な儀式が行われたことが見える。『続日本紀』によれば門前に「三橋」があったことが知られ、これは現在も付近の小字名として遺存する。羅城門の遺構は、現在では佐保川の流路内（西側堤防下）に位置するため、中心部分は大きく破壊されている。1969-1971年（昭和44-46年）の発掘調査では、基壇の西端部分が検出されている。なお郡山城には、天守台の石垣のうちに平城京羅城門の礎石と伝わる石が遺存する。
羅城については、羅城門付近のみとする説、京南辺全体とする説がある。近年の発掘調査では、2005年（平成17年）に羅城門の700メートル東方で掘立柱構造の羅城が認められている。

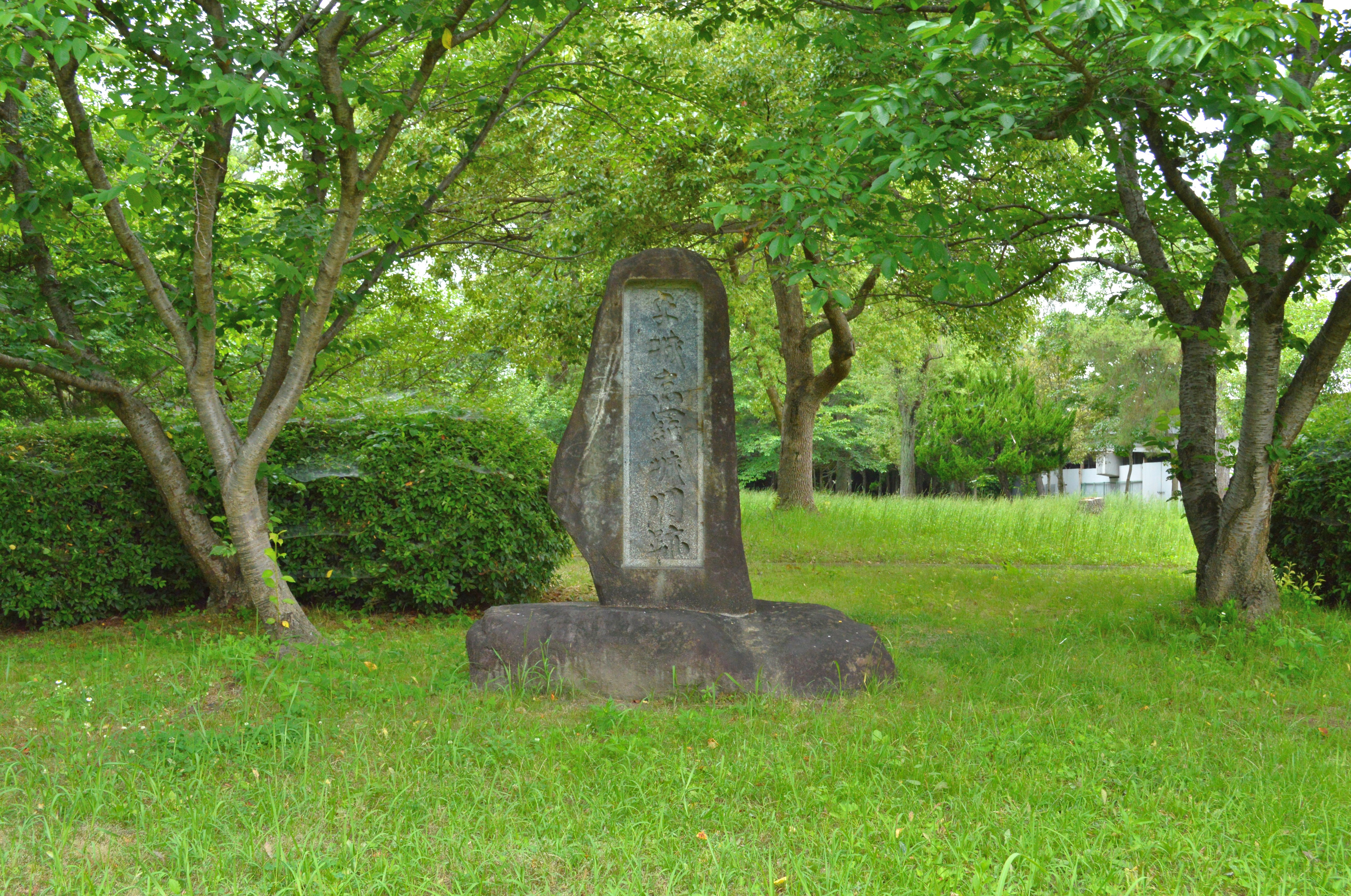
羅城門跡碑
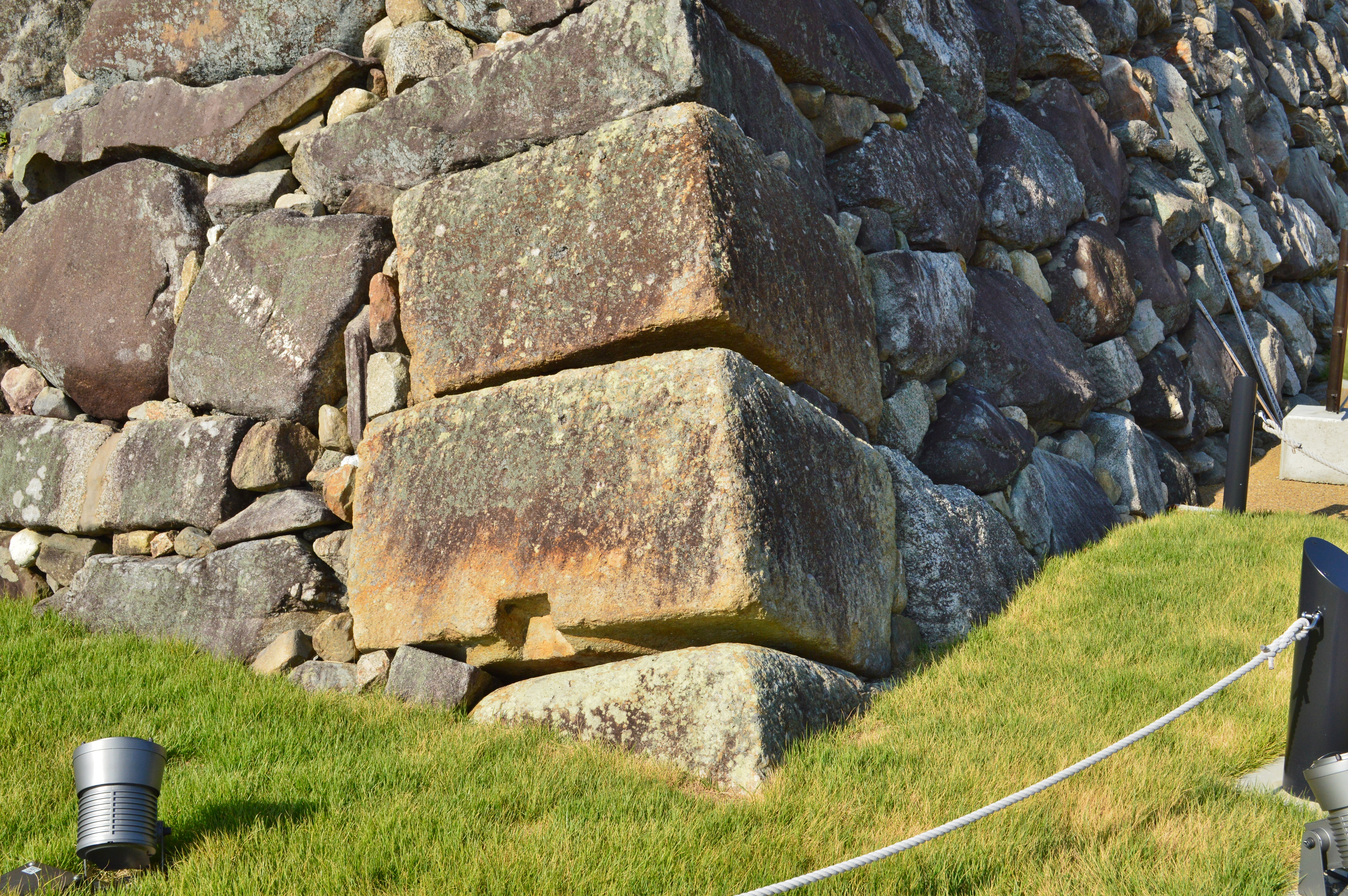
郡山城の伝羅城門礎石

### 平安京羅城門

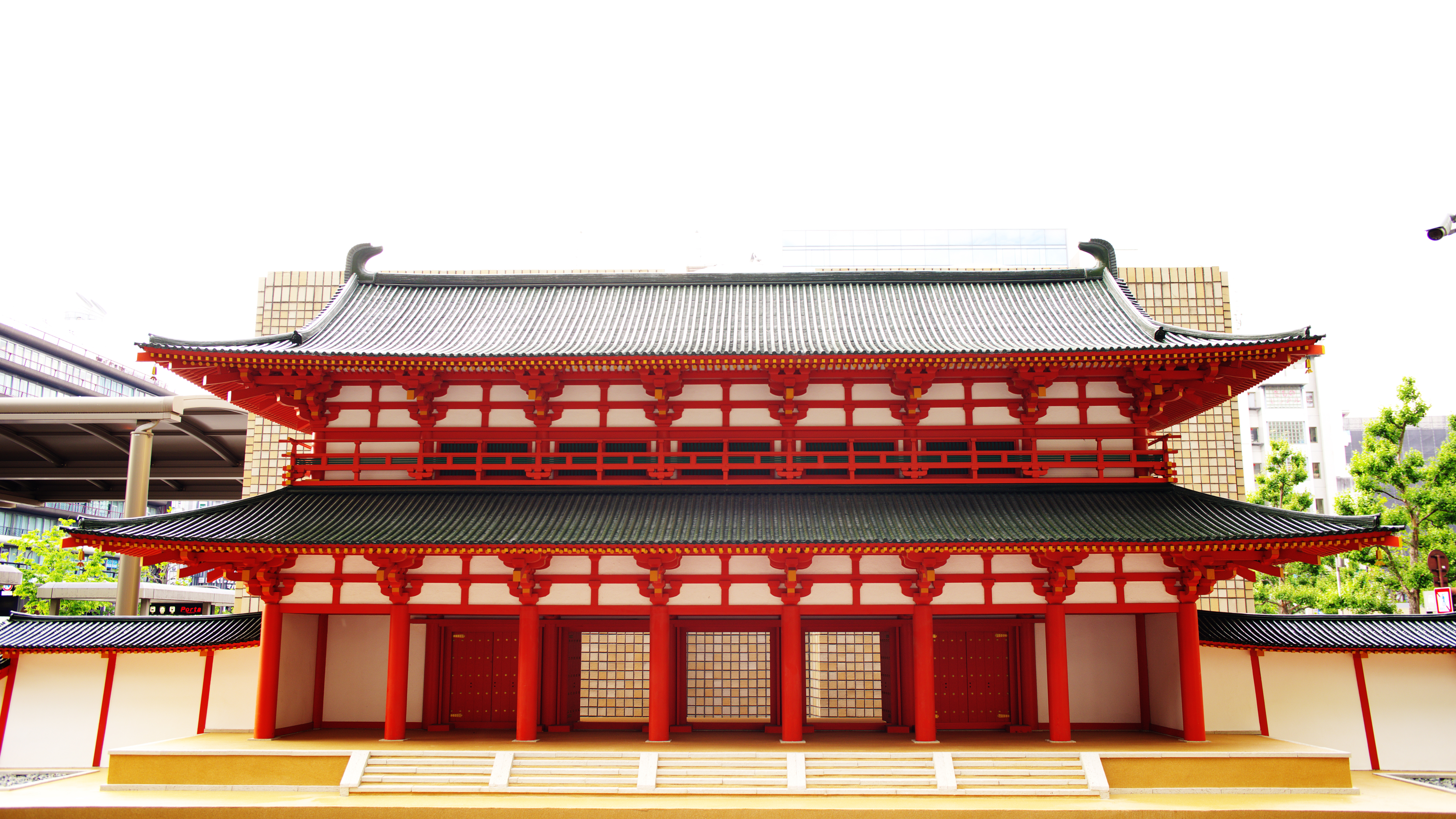
平安京羅城門 模型(京都駅)

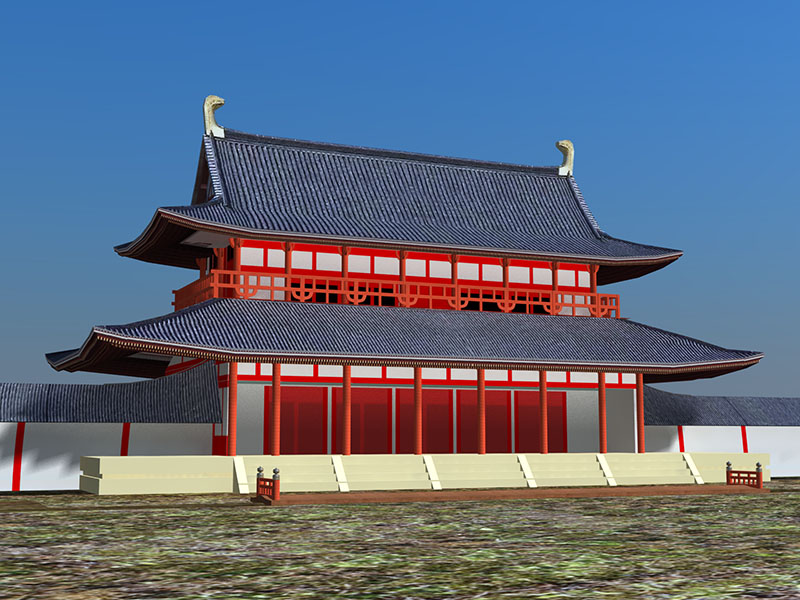
平安京羅城門 復元想像図

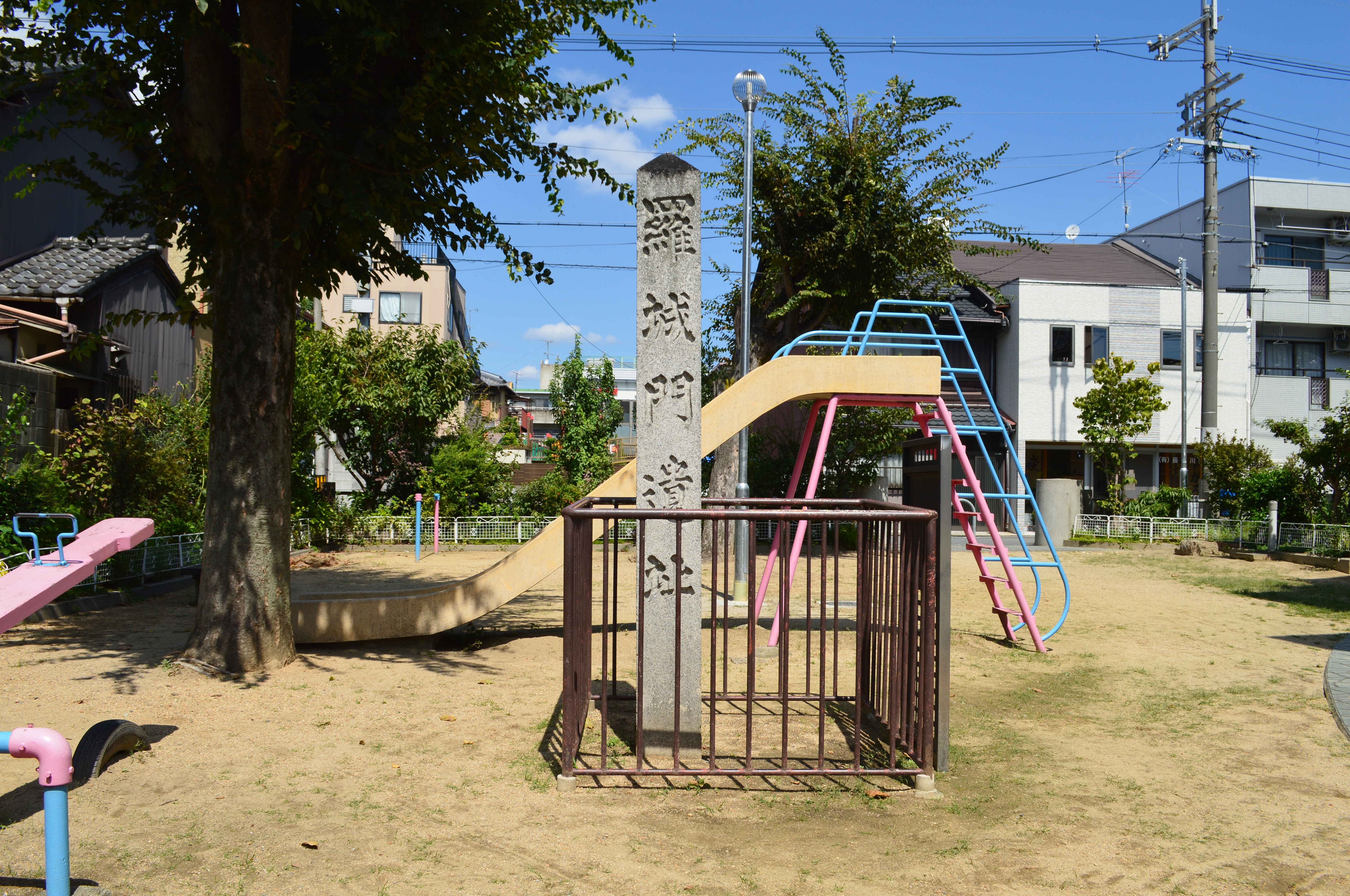
平安京 羅城門跡碑
（京都府京都市）

平安京の羅城門は、現在の京都府京都市南区唐橋羅城門町に位置する（北緯34度58分45.27秒 東経135度44分34.24秒 / 北緯34.9792417度 東経135.7428444度）。規模は、『拾芥抄』などでは桁行7間・梁間2間で二重閣とするが、裏松固禅の『大内裏図考証』では桁行9間とする。
文献上では、『日本紀略』において弘仁7年（816年）8月16日夜に大風で倒壊したと見えるほか、その後に再建された門も『百錬抄』によれば天元3年（980年）7月9日の暴風雨で倒壊したと見え、以後は再建計画が上がるも実際に再建されることはなかった。ただし『今昔物語集』「羅城門上層ニ登リテ死人ヲ見シ盗人ノ語」によれば、倒壊以前にはすでに荒廃しており、上層では死者が捨てられていた（後世の芥川龍之介の『羅生門』の題材）。『小右記』では、11世紀前半頃に藤原道長が法成寺建立に際して礎石を持ち帰ったと見え、当時には礎石のみの状態であった。そのほか、羅城門の鬼に関する謡曲「羅生門」などの様々な怪奇譚が知られる。羅城門の遺構は、現在までに確認には至っていない。現在羅城門跡付近に残る「唐橋」の地名は、羅城門前の溝に架けられた橋に因むとされる。なお、東寺蔵の木造兜跋毘沙門天立像（国宝）や三彩釉鬼瓦（国の重要文化財）は、元は平安京羅城門にあったものと伝えられる。毘沙門天像の安置について、『雍州府志』では唐の西蕃侵攻平定の故事に因むとするが、同書では「八臂毘沙門天像」とあって東寺のものとは異同しており、詳細は明らかでない。また三彩釉鬼瓦については、大内裏の豊楽殿跡出土のものと同笵であることが判明している。
羅城について、『延喜式』では城壁ではなく「垣」と見え、基底部幅6尺とする。また『大内裏図考証』では京域周囲に黒線が引かれることなどから、土塁・溝等の存在も推測される。近年の発掘調査のうち、2018年（平成30年）の京域東端（東京極大路）における発掘調査では、羅城の規格に沿う幅の整地層は認められたが、城壁自体は確認されていない。2019年（令和元年）の京域南端（九条大路）の西寺跡西側における発掘調査では、九条大路の南側で南北幅約3メートル・高さ約0.15メートルを測る、砂礫・土を交互に盛り固めた高まりが検出されており、これが羅城（築地塀か）の基底部にあたると推定されるとともに、当該調査地では羅城の外側に犬走・側溝は存在しなかったことが確認されている。

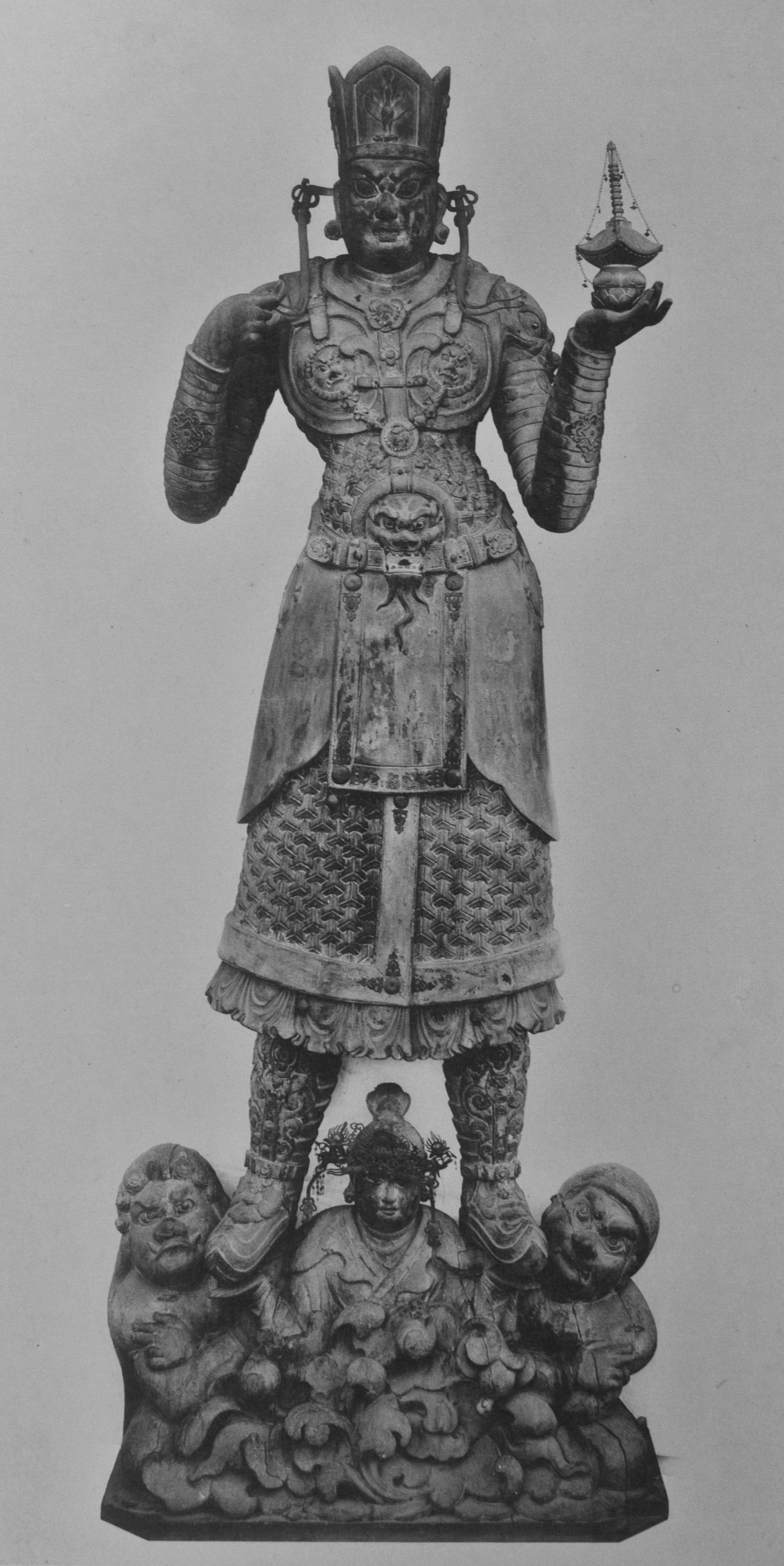
木造兜跋毘沙門天立像（東寺蔵、国宝）
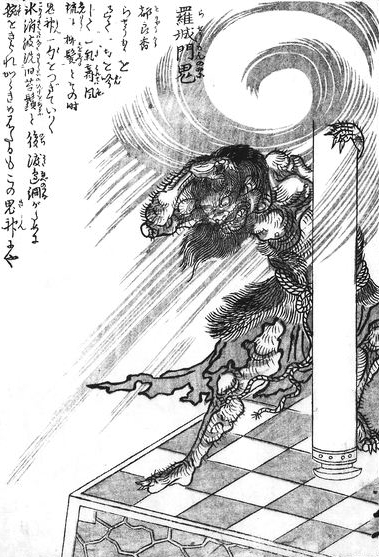
羅城門の鬼 鳥山石燕『今昔百鬼拾遺』
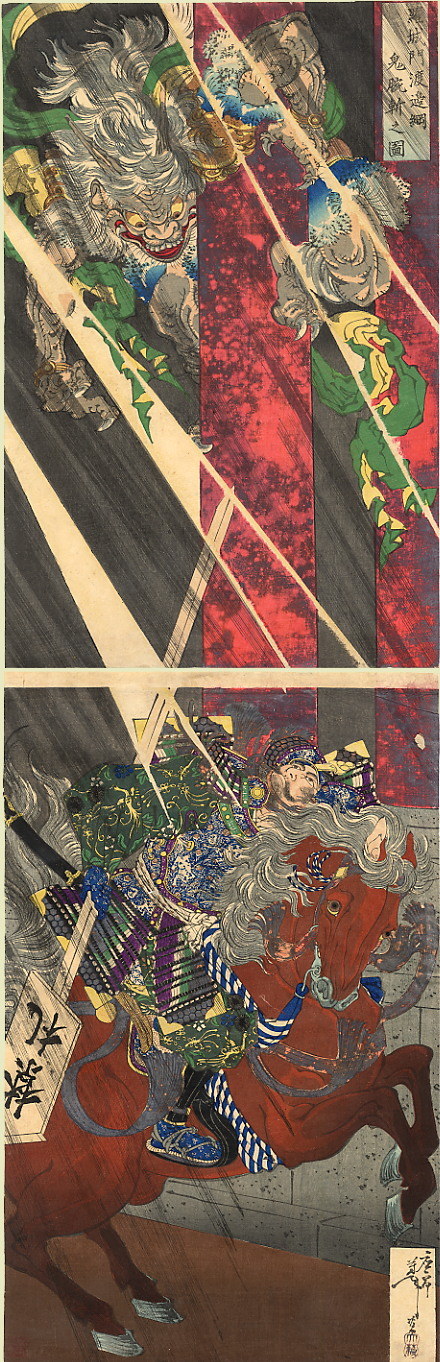
羅城門の鬼退治 月岡芳年
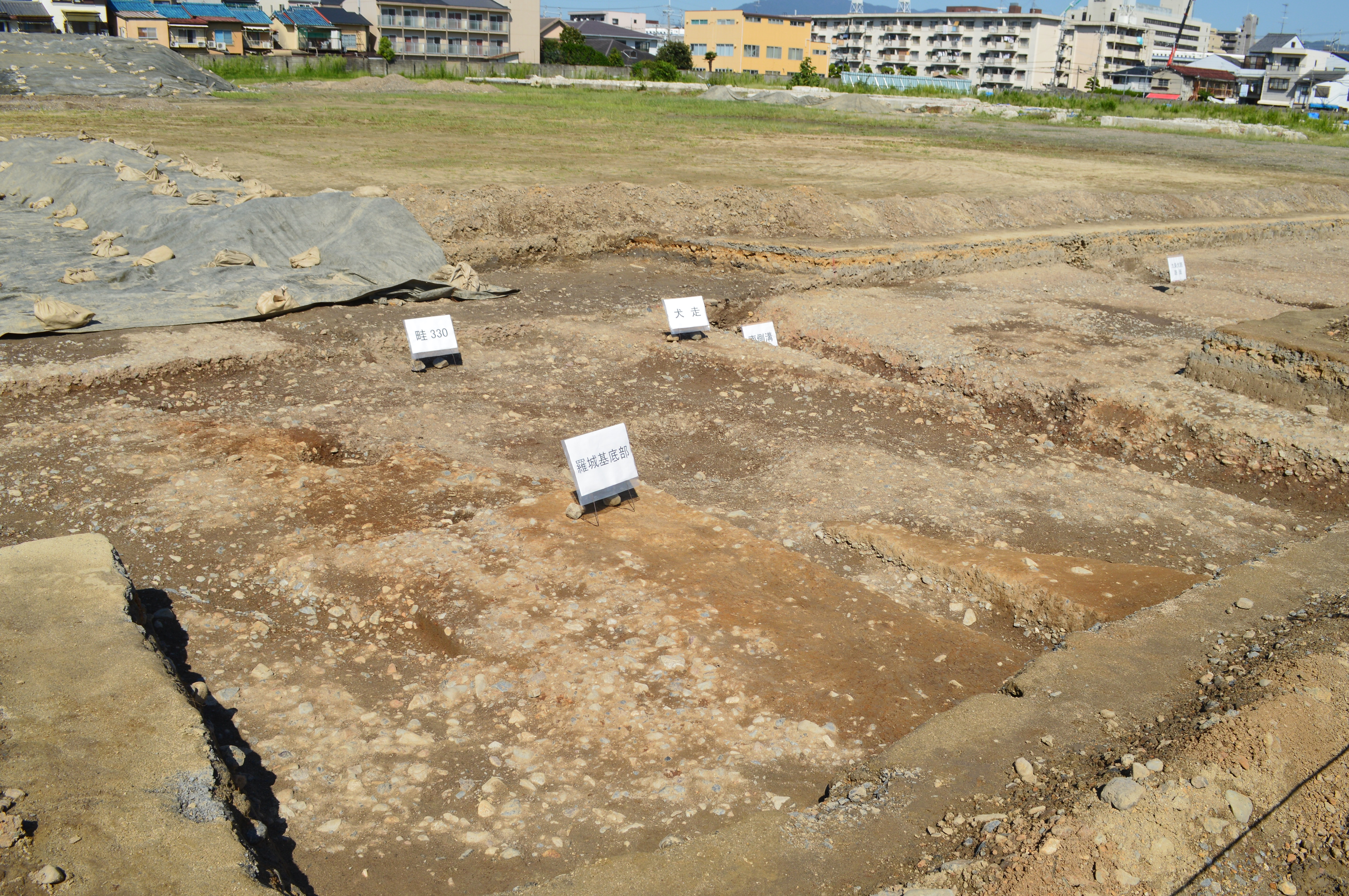
右京九条二坊四町付近の羅城遺構 手前に羅城基底部、右奥に九条大路。